# Kammermusik n. 2
La Kammermusik n. 2, op. 36 n. 1 (Concerto per pianoforte e dodici strumenti) è una composizione di Paul Hindemith scritta nel 1924

## Storia della composizione
Tre anni dopo la Prima Kammermusik n. 1, Paul Hindemith compose la seconda Kammermusik, con criteri alquanto diversi dalla precedente. In primo luogo, l’opera si configura con i tratti più consueti di un concerto per pianoforte e orchestra da camera. I dodici strumenti che compongono quest’ultima non sono infatti gli stessi dell’op. 24 n. 1, ma corrispondono a una disposizione maggiormente convenzionale; si tratta infatti di un organico formato da violino, viola, violoncello, contrabbasso, flauto, oboe, clarinetto, clarinetto basso, fagotto, corno, tromba, trombone, pianoforte solista. 
L’opera fu dedicata alla pianista Emma Lübbecke-Job, che la eseguì per la prima volta a Francoforte nel mese di ottobre 1924, sotto la direzione di Clemens Kraus .   

## Struttura della composizione
Nella Seconda Kammermusik Hindemith si richiama al principio di far suonare gli strumenti insieme e in opposizione, secondo lo stile concertante di J. S. Bach e Handel . Pur con le dovute differenze, in questa composizione rimane tuttavia qualcosa dello spirito anarchico della precedente Kammermusik che la animava in maniera così irresistibile, particolarmente nel “Piccolo Potpourri” del terzo movimento, che si configura come un come uno “scherzo” di dimensioni assai ridotte contrassegnato dalle aspre giustapposizioni tra gli strumenti.
Nel primo movimento indicato Sehr lebhafte Achtel (Molto vivace alla croma), la scrittura pianistica si presenta particolarmente dominata dal contrappunto e intensamente ritmica, tanto da ricordare una toccata per via della sua vivace figurazione motoria . Solista e orchestra sembrano inseguirsi a vicenda nel corso dello sviluppo, alternandosi di volta in volta in un gioco di vorticosi mulinelli sonori fino alle ultime battute, con i fiati che concludono bruscamente e perentoriamente. 
Il secondo movimento Sehr langsame Achtel (Molto lento alla croma) si apre con un motivo dal tono piuttosto cupo e misterioso, annunciato da archi e fiati, che dà l’idea di un paesaggio nordico brumoso e severo, al quale fa seguito l’entrata del pianoforte solista con frequenti passaggi in tremolo. Nel corso dello sviluppo, orchestra e solista riprendono i motivi presentati nell’introduzione, talvolta variandoli alquanto. Nella sezione centrale l’atmosfera si fa più serena e la tematica più semplice e distesa; l’ambientazione sonora muta, rispetto a quella di desolata tristezza iniziale. Si tratta, tuttavia, di una pausa momentanea; tosto riprende la tematica aspra e nervosa con il ritorno dei motivi già uditi, seppur inframmezzati da squarci di bonaria ironia affidati ai fiati in staccato che sembrano voler condurre a un momento di scherzosa allegria, fin quando nel finale ritorna la brumosa atmosfera dell’inizio, con la quale si conclude il movimento.       
Nel terzo movimento Kleines Potpourri: Sehr lebhafte Viertel (Piccolo Potpourri: Molto vivace alla semiminima) il termine musicale francese “potpourri” è da riferire alla struttura formata da un insieme di brani collegati tra loro da brevi modulazioni . Sono i fiati a dare l’avvio con una nota ripetuta e bizzarri ghirigori di note legate, ai quali si aggiunge presto il pianoforte che esegue un semplice motivo dall’andamento circolare, sovente punteggiato dagli ottoni con sordina, che viene di volta in volta variato, pur mantenendo un’andatura roteante. Dopo una riproposizione del motivo introduttivo da parte dei fiati, è la volta della tromba che accompagna il pianoforte eseguendo un breve inciso ostinatamente ripetuto, che poco per volta cala d’intensità, fino a dare spazio nuovamente ai fiati con la loro nota acuta, che lasciano a loro volta l’ultima parola al pianoforte con le sue quattro note di chiusura. 
Il quarto e ultimo movimento è segnato in partitura Finale: Schnelle Viertel (Veloce alla semiminima). Qui si ritorna allo stile energico del primo movimento, seppure con ritmi di danza “contrari” e una maggiore varietà per quanto concerne la tessitura ]. Dopo una breve e vigorosa introduzione orchestrale, il pianoforte annuncia un tema brioso e trascinante con il sottofondo di secchi accordi degli altri strumenti. Una breve pausa in rallentando sembra preludere a un’atmosfera più tranquilla, ma presto ritorna la vigoria iniziale tipica dei movimenti veloci di Hindemith. Nella sezione centrale emerge il contrasto tra il solista con gli ottoni che, pur con mezzi assai ridotti, riproducono le energiche sonorità di un’intera sezione di strumenti a fiato . Alla fine del movimento, dopo un vigoroso passaggio del pianoforte, ricompare il tema udito nell’introduzione, al quale segue la breve ed energica conclusione.      

## Discografia parziale
- Maria Bergmann; Ensemble 13 Baden-Baden, Manfred Reichert (Deutsche Harmonia Mundi)
- Ronald Brautigam; Royal Concertgebouw Orchestra, Riccardo Chailly (Decca)
- Siegfried Mauser; Radio Sinfonie-Orchester Frankfurt, Werner Andreas Albert (CPO)
- Christopher Park; Kronberg Academy Soloists, Christoph Eschenbach (Ondine)
- Lars Vogt; Berliner Philharmoniker, Claudio Abbado (EMI)